# Omnia serviliter pro dominatione
La locuzione latina omnia serviliter pro dominatione, tradotta letteralmente, significa comportarsi servilmente per giungere al potere. (Tacito, Liber primus historiarum cap. XXXVI).
Nel 69 d.C. Otone (ex marito di Poppea) congiura contro l'imperatore Galba. Racconta Tacito che costui per essere accettato dal popolo cercava in tutti i modi di ingraziarselo stendendo le mani in segno di adorazione (protendens manus adorare vulgum) inviando baci (iacere oscula) ed abbassandosi a fare ogni cosa pur di... "arrivare" (et omnia serviliter pro dominatione). Rimase imperatore per pochi mesi sostituito da Vitellio, che neppure lui ebbe la fortuna di vedere la fine dell'anno, poiché fu spodestato da Vespasiano.